# Duneau
Duneau is een gemeente in het Franse departement Sarthe (regio Pays de la Loire) en telt 867 inwoners (2004). De plaats maakt deel uit van het arrondissement Mamers.
In Duneau staat een grote menhir, de menhir van Pierrefiche. Er is ook een hunebed van zes rechtopstaande stenen met een grote deksteen van 8 x 6 meter.

## Geografie
De oppervlakte van Duneau bedraagt 12,9 km², de bevolkingsdichtheid is 67,2 inwoners per km².
De onderstaande kaart toont de ligging van Duneau met de belangrijkste infrastructuur en aangrenzende gemeenten.

## Demografie
Onderstaande figuur toont het verloop van het inwonertal (bron: INSEE-tellingen).